# اکولاوا
اکولاوا (به لاتین: Akolawa) یک منطقهٔ مسکونی در نپال است که در Narayani Zone واقع شده‌است.

## خصوصیات
اکولاوا ۴٬۲۳۸ نفر جمعیت دارد.